# USS Mettawee (AOG-17)
USS Mettawee (AOG-17) – amerykański tankowiec typu Mettawee z okresu II wojny światowej.
Stępkę jednostki, pod pierwotną nazwą „Clearwater” (YOG-47), położono 13 sierpnia 1942 w stoczni Marine Maintenance Corp. (później East Coast Shipyard, Inc.) w Bayonne (stan New Jersey). Okręt zwodowano 28 listopada 1942, matką chrzestną była żona Charlesa B. Edisona. Okręt otrzymał nazwę „Mettawee” (AOG-17) i został przeklasyfikowany 25 marca 1943. Nabyty przez Marynarkę od Maritime Commission 5 kwietnia 1943. Przerobiony przez Bethlehem Steel Co. w Hoboken (New Jersey). Jednostka weszła do służby 26 sierpnia 1943, pierwszym dowódcą został Lt. (jg.) Byron R. Everson, USNR.

## Służba w czasie II wojny światowej
W dziewiczy rejs okręt wyruszył z Norfolk 25 września. 21 października zbiornikowiec wyruszył z Nowego Jorku by dołączyć do konwoju płynącego do Strefy Kanału Panamskiego. Stał zakotwiczony w Balboa (Panama) do 3 grudnia, gdy wyruszył na południowo-zachodni Pacyfik. Na Bora-Bora dotarł 24 grudnia, gdzie załadował zapasy. Dalej popłynął do Nowej Kaledonii by wyładować ładunek w Noumea 11 stycznia 1944.
Wypłynął w rejs do Nowych Hebrydów 5 lutego. 3 dni później zawinął do Espiritu Santo. Od 14 lutego do kwietnia „Mettawee” służył jako stacja paliwowa w pobliżu atolu Funafuti w pobliżu wysp Ellice.

### Operacje na południowym Pacyfiku
1 maja zbiornikowiec opuścił Funafuti i popłynął w kierunku Salomonów. Do Tulagi dotarł 6 maja. Dwa dni później rozpoczął pierwszy z wielu rejsów transportowych, dostarczając benzynę lotniczą na Guadalcanal i Bougainville z Funafuti. Takie zadania wypełniał do końca stycznia 1945. 30 stycznia opuścił Tulagi i popłynął w kierunku Filipin odwiedzając po drodze Manus. Do San Pedro Bay na Leyte zawinął 17 lutego. Do jesieni 1945 roku pełnił służbę zaopatrzeniową w rejonie Filipin i Borneo.

## Wycofanie ze służby
„Mettawee” wyszedł w rejs w kierunku zachodniego wybrzeża USA i dopłynął do San Francisco. Ze służby został wycofany 29 marca 1946 w Mare Island Navy Yard. 10 września 1946 został przekazany Maritime Commission, gdzie pełnił służbę handlową pod nazwą „Clearwater”. 7 stycznia 1964 został sprzedany na złom firmie National Metal & Steel Corporation.

## Medale i odznaczenia
Załoga „Mettawee” była uprawniona do noszenia następujących odznaczeń:
- Medal Kampanii Amerykańskiej
- Medal Kampanii Azji-Pacyfiku
- Medal Zwycięstwa w II Wojnie Światowej
- Philippine Liberation Medal